# Моновај (Небраска)
Моновај (енгл. Monowi) град је у америчкој савезној држави Небраска. У граду живи само један становник, 80-годишња Елзи Ајлер, која је себе прогласила градоначелницом, а која такође самостално води библиотеку и кафану.

## Демографија
Према попису из 2010. град има једног становника, што је за половину мање него 2000. године.
| Група             | 2000.      | 2010.      |
| Белци             | 2 (100,0%) | 1 (100,0%) |
| Афроамериканци    | 0 (0,0%)   | 0 (0,0%)   |
| Азијати           | 0 (0,0%)   | 0 (0,0%)   |
| Хиспаноамериканци | 0 (0,0%)   | 0 (0,0%)   |
| Укупно            | 2          | 1          |